# Blast (Zeitschrift)

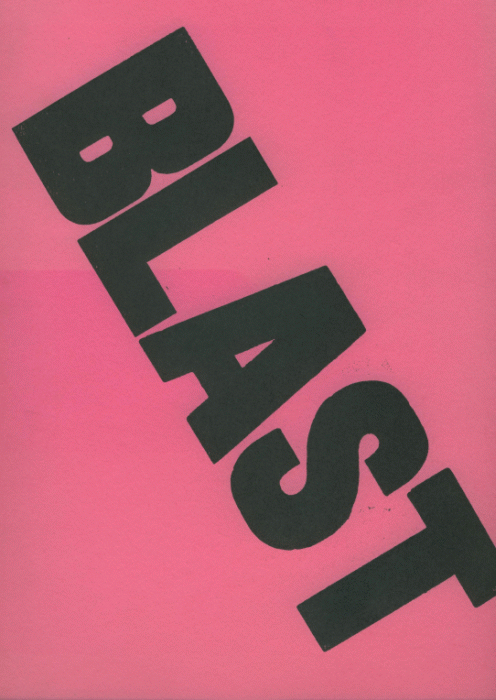
Die erste Ausgabe von Blast, Juni 1914

BLAST war eine kurzlebige Zeitschrift der Vortizisten, einer Künstlergruppe der frühen englischen Moderne. Von ihr erschienen nur zwei Hefte, das erste im Juni 1914, das zweite im Juli 1915. Eine dritte Ausgabe wurde für den Herbst 1915 angekündigt, erschien jedoch wegen des Ersten Weltkrieges nicht mehr.

## Gestaltung
BLAST wurde von Wyndham Lewis herausgegeben, der auch viele Beiträge selbst schrieb. Wichtige Autoren waren Ezra Pound, Rebecca West und Ford Madox Ford. Das Heft erschien im großen Folio-Format. Diagonal über die Titelseite zog sich der Schriftzug BLAST. Die Typografie des Heftes war ausgesprochen experimentell, mehrere fette, serifenlose, großformatige Schrifttypen wurden eingesetzt. In dieser Gestaltung ähnelte das Heft den Publikationen der Futuristen und Dadaisten. Die zahlreichen Illustrationen stammten unter anderem von Wyndham Lewis, Jacob Epstein und Henri Gaudier-Brzeska.

## Das erste Heft
Die erste Ausgabe wurde eingeleitet von den Manifesten der Vortizisten, die Lewis und Pound verfassten. Das erste Manifest besteht aus einer Liste von Dingen, die entweder verdammt oder verflucht (engl. curse und blast) oder aber gepriesen (engl. bless) werden. Zu den verdammten Dingen gehören unter anderem England (wegen des Klimas, des vielen Wassers darum herum etc.), Frankreich (wegen seiner Sentimentalität, seines Sensationalismus etc.), die britischen Ästheten, dazu Spezialisten, gute Handwerker, Amateure, Journalisten, Humor, Sport und vieles andere mehr. Zu den gepriesenen Dingen gehören England (wegen der Schiffe, der Seefahrt, seinen Häfen etc.), die Frisöre (da sie für wenig Geld Mutter Natur Einhalt gebieten), der englische Humor (wegen Swift und Shakespeare etc.), Frankreich (wegen seiner Vitalität, Pornografie etc.) und vieles anderes mehr.
Im zweiten Manifest werden einige Grundsätze formuliert, nämlich:
1. Unsere Anliegen sind jenseits von Aktion und Reaktion.
2. Wir gehen aus von widerstreitenden Aussagen über eine gewählte Welt. Konstruieren eine brutale Struktur von jugendlicher Klarheit, die zwischen zwei Extremen steht.
3. Wir kämpfen auf beiden Seiten.
4. Wir kämpfen erst auf der einen, dann auf der anderen Seite, immer aber für DIESELBE Sache, die weder die eine Seite, noch die andere, noch unsere ist.
5. Söldner waren stets die besten Soldaten.
6. Wir sind primitive Söldner der modernen Welt.
7. Unsere Sache ist die Sache von KEINEM.
8. Wir hetzen Humor auf Humor. Stacheln einen Bürgerkrieg unter friedlichen Affen an.
9. Humor wollen wir nur dann, wenn er wie eine Tragödie gekämpft hat.
10. Tragödie wollen wir nur dann, wenn sie sich die Seiten halten kann wie Hände über den Bauch gefaltet und ein Lachen herausschleudern kann wie eine Bombe.

## Das zweite Heft
In der zweiten Nummer fanden sich vor allem Aufsätze und Leitartikel von Wyndham Lewis, dazu einige der ersten Gedichte von T. S. Eliot, Gedichte von Pound und eine Erzählung von Ford Madox Ford. Der Erste Weltkrieg, in dem einige der beteiligten Künstler ums Leben kamen, machte dem Heft ein Ende. In Wyndham Lewis’ Worten: „Ganz Europa befand sich im Krieg, und eine größere Explosion (im Original: ‚Blast‘) als die meine hatte mir den Wind so ziemlich aus den Segeln genommen.“

## Autoren
- T. S. Eliot
- Ford Madox Ford
- Henri Gaudier-Brzeska
- Wyndham Lewis
- Ezra Pound
- Edward Wadsworth
- Rebecca West

## Bildende Künstler
- Jessica Dismorr
- Jacob Epstein
- Frederick Etchells
- Henri Gaudier-Brzeska
- Spencer Gore
- Cuthbert Hamilton
- Jacob Kramer
- Wyndham Lewis
- Christopher Nevinson
- William Roberts
- Dorothy Shakespear
- Edward Wadsworth

## Ausgaben
Die Ausgaben von Blast 1 und 2 erschienen als Nachdruck bei der Black Sparrow Press (1982), ISBN 0-87685-521-4 und ISBN 0-87685-523-0.